# Cseles Márton
Cseles Márton (Rózsavölgy, 1641. október 28. – Sárospatak, 1709. január 14.) bölcselet- és hittudós, jezsuita rendi tanár.

## Élete
1657-ben lépett a jezsuita rendbe. Nagyszombatban (1673–76) filozófiát, Grazban és Bécsben egyházjogot, szentírást és teológiát is tanított. Kollonich Lipót esztergomi érsek megbízásából 1694-ben Rómába kerül. A Vatikáni levéltárban az ő munkásságával kezdődik a magyar forrásmunkák feltárása – 1695-ben ő bukkant rá a Riccardus-jelentésre, amiben a pápai kúria számára összefoglalták Julianus barát első útjának eredményeit. 
Visszatérvén hazájába, a győri rendház főnöke lett, ahol a teológusokat tanította, majd átment a pozsonyi rendházba. A Rákóczi-szabadságharc idején tartományfőnök volt, ekkor Rákóczi hívei elfogták és Érsekújvárba, majd Nyitrára, végül Munkácsra hurcolták, ahol egy éven át volt fogságban. Kortársai a magyar Ciceronak nevezték.
A vatikáni könyvtárban 1701–1702-ben mint a Péter basilica penitentiariusa kutatásokat tett és búvárlatainak eredményét 11 kötetben a budapesti Egyetemi Könyvtár őrzi; ezek közt: Thesaurus Bullarum, brevium ecclesiae Hungaricae jura privilegia, historiam spectantia (Kaprinai gyűjt. A. XII–XIV. k.)

## Munkái
- Elucidatio historico-chronologica de episcopatu Transilvaniae. Romae (1702, ivrét)
- Decennium Georgii Szécsényi metropolitae Strigoniensis. Tyrnaviae, 1721 (névtelenül)
- Descriptio amplitudinis episcopatus Sirmiensis (kézirat)
- Inchofer Menyhért híres Annaleseinek folytatását is ő küldte Rómából.

## Lásd még
- Julianus barát